# 荊冠の神学

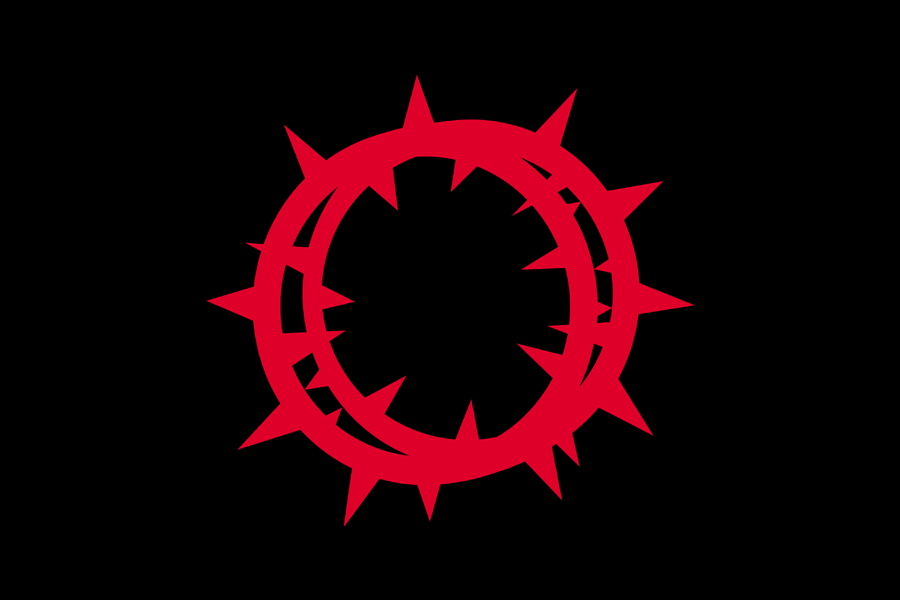
水平社の荊冠旗

荊冠の神学（けいかんのしんがく、Theology of the Crown of thorns）とは、被差別部落解放と聖書的解放を結びつける神学。栗林輝夫により提唱された。
この神学においてイエス・キリストの荊冠と、天皇の紋章である菊花紋が対照されている。
水平社のシンボルは荊冠旗だが、賀川豊彦の影響により、キリスト教会は部落解放運動に参加できなかったと栗林は指摘している。